# Interesariusz
Interesariusze (ang. stakeholders) – podmioty (osoby, społeczności, instytucje, organizacje, urzędy), które mogą wpływać na przedsiębiorstwo lub pozostają pod wpływem jego działalności. Pojęcie zostało użyte po raz pierwszy w 1963 roku przez Stanford Research Institute.
Interesariusze:
- w zarządzaniu strategicznym to osoby lub instytucje, których aktywność może mieć wpływ na powodzenie firm, organizacji, przedsięwzięć. Należą do nich właściciele firmy, pracownicy, klienci, dostawcy, społeczności lokalne i in. Zatem podejmowanie decyzji wymaga analizy interesów, w tym na przykład sporządzenia mapy interesów lub scenariuszy ich zachowań.
- w zarządzaniu projektami to osoby, które nie są bezpośrednio zaangażowane w projekt, lecz jego wyniki mają na nie wpływ, dlatego są zainteresowane w pomyślnym lub niepomyślnym przebiegu projektu. Z tego powodu interesy i opinie interesariuszy powinny być brane pod uwagę zarówno przez kierownika projektu jak i jego sponsora. Inna – szersza – definicja obejmuje wszystkie osoby, jednostki bądź instytucje, które są zainteresowane powodzeniem lub niepowodzeniem projektu.

Analizę interesariuszy wykonuje się na etapie przygotowania strategii czy definiowania projektu, w celu zrozumienia ich systemów wartości, interesów i potrzeb oraz określenia wpływu, jaki wywierają lub mogą wywierać na nich realizowane decyzje publiczne. Analiza ta daje obraz układu sił w ramach projektu i stanowi podstawę do decyzji o planowaniu lub wdrażaniu, zaniechaniu bądź zmianie przedmiotu czy zakresu projektu. Kolejnym krokiem już przy wdrażaniu przedsięwzięcia lub bieżącej działalności biznesowej jest komunikacja i bieżące konsultacje z interesariuszami. Metoda konsultacji z interesariuszami wykorzystywana jest np. w badaniach ewaluacyjnych.
Koncepcja stakeholders redefiniuje cele przedsiębiorstwa. W klasycznym modelu cele te związane są głównie z maksymalizacją zysku, czy też maksymalizacją wartości, czyli głównie z celami właścicieli. W teorii przedsiębiorstw koncepcja stakeholders pozostaje w opozycji do koncepcji shareholders, a więc pomiędzy celami wszystkich interesariuszy a celami właścicieli przedsiębiorstwa.
Pojęcie przeniesione na grunt polski w połowie lat 90. XX wieku.

## Klasyfikacja
Interesariuszy można dzielić na
- pozytywnych (np. zleceniodawcę projektu czy instytucje finansujące dany projekt) i negatywnych (np. kierowników innych projektów rywalizujących o zasoby w ramach organizacji, konkurencję rynkową czy chociażby stowarzyszenia ekologiczne blokujące projekty budowlane),
- pierwszo- i drugoplanowych oraz pozostałych.

## Przykłady interesariuszy
- klienci
- dostawcy
- konkurenci
- pracownicy[3]
- akcjonariusze[3]
- wierzyciele[3]
- miejscowa społeczność[3]
- organizacje pozarządowe
- rząd[3]